# 위그 드 생빅토르

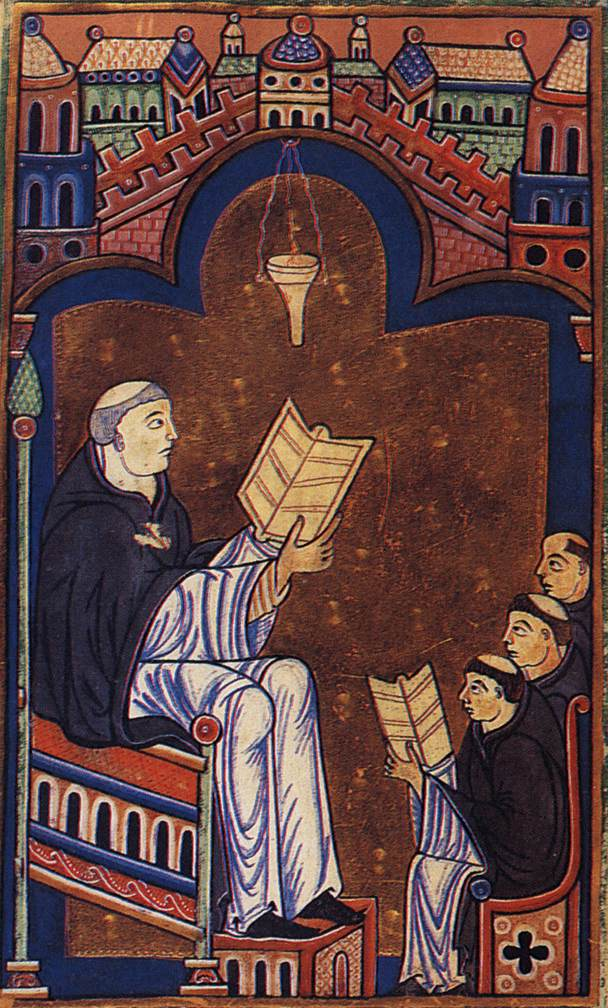
생빅토르의 위그, 수도사

생빅토르의 위그(Hugo von St. Viktor, 1097년경 ~ 1141년 2월 11일)는 색슨 의전수도회 신학자들의 리더였으며 신비주의 신학자이다.

## 생애
다른 중세 인물들과 마찬가지로 위그의 초기 생애는 잘 알려져 있지 않다. 1090년대에 태어난 것으로 보이며 고향은 플랑드르의 로레인 아니면 작센 공국으로 추정된다. 어떤 출처에서는 블랑켄부르그 콘라드 공작의 맏아들로 하르츠 지구에서 태어났다고도 한다. 가족들의 반대에도 생판크라스 수도원에 들어갔다. 그곳은 할베르슈타트 근처의 하메레베에 위치해 있었다.
위그가 생판크라스 수도원에 들어간 지 얼마 안 되어 발생한 내전상태로 인해 위그의 삼촌이었던 블랑켄부르크의 라인하르트는 그를 파리의 생빅토르 대수도원으로 옮기라고 권유했다. 라인하르트는 작은 교구의 주교였다. 위그는 권유를 받아들여 1115년과 1120년 사이쯤에 생빅토르로 옮겨갔다. 그는 죽을 때까지 그곳에서 지내며 학파를 이끌었다.

## 저술
위그는 1120년대부터 죽을때까지 많은 저술을 썼으며 신학저술과 주석, 신비주의, 철학론, 예술론 등과 다수의 편지, 설교를 남겼다.
위그는 여러 사람의 영향을 받았지만 특히 아우구스티누스에게서 예술과 철학이 신학에 복무할 수 있다는 관점을 배웠다.
위그의 주요 저술은 아래와 같다:
- De sacramentis christianae fidei (기독교 신앙의 신비에 관하여)[5] 그의 가장 유명한 걸작으로 위그의 신학적, 신비주의적 관점이 잘 녹아있다. 하나님과 천사부터 자연법까지 많은 것을 다룬다.
- Didascalicon de studio legendi (디다스칼리콘, 혹은 독서공부에 관하여).[6] 기독교를 가르치는 초급 교사를 위한 지도서이다. 기독교인은 어디에 중점을 두고 공부해야 하는가에 대한 철학적 관점이 녹아있다. 음악을 다룬 장에서는 우주의 음악을 논하고 있으며 이것은 보이티우스에게 빚지고 있다.[7]
- In Hierarchiam celestem commentaria (천국의 계층에 관한 해설), 위디오니시우스의 작업에 대한 논평으로 1125년경에 시작했다.[8] 9세기 요하네스 스코투스 에리우게나의 디오니시우스 번역 이후 위그가 언급하기 전까지는 디오니시우스는 거의 무시되고 있었다.[9] 위그가 이 글을 쓴 이유는 생드니 수도원의 수호 성인인 생드니스가 위디오니시우스라는 오해가 계속 이어지고 있었기 때문이다. 디오니시우스적인 사고는 이후 위그의 다른 저술들에서는 거의 나타나지 않는다. 하지만 12-13세기에 걸친 디오니시우스에 관한 관심사에서 위그의 해설은 항상 주요한 텍스트 중 하나였다. 디오니시우스의 글을 편집해서 묶어낼 때는 에리우게나의 해설과 위그의 해설이 함께 편집되곤 했다. 위그는 이후 생빅토르의 리처드, 토마스 갈루스, 발마의 위그, 보나벤투라 등의 신학자들에게 영향을 주었다.[10]

많은 작품이 위그의 것이 아님에도 위그의 저술인 것처럼 알려져있었으며 2008년에 위그의 전집이 새로 편집되었다.

## 철학과 신학
초기의 디다스칼리콘은 신과 예수에 관한 기초적이고 백과사전적인 접근을 시도했다. 위그는 논쟁적인 주제를 피했으며 카톨릭계의 흔한 주제에 집중했다. 그는 신에 다가가기 위해 노력하는 필멸의 존재인 우리들에게 도움될 수 있는 세가지 종류의 철학/과학을 제시한다. 신학적 철학(신학, 수학, 물리학)은 우리에게 진리를 제시하고, 실천적 철학(윤리학, 경제학, 정치학)은 우리가 고결하고 신중해질 수 있도록 예방해주며 일상의 철학(목공, 농업, 의약 등)은 우리에게 실질적 이익을 가져다준다. 네번째 철학인 논리학은 우리가 옳은 결론을 내릴 수 있도록 다른 것들로 이어지는 길을 마련해주며 확신을 심어준다. 위그는 신비주의에 깊게 들어갔으면서도 철학은 부정하지 않았을 뿐 아니라 반대로 철학이 신성을 이해하고 신앙을 수호하는 유용한 도구라고 생각했다.
위그는 아우구스티누스의 창세기 주석에 크게 영향을 받았다. 거룩한 지혜는 창조의 원형적 형태였다. 6일간 천지를 창조한 것은 인간에겐 신비함이었고 어쩌면 성사였을 것이다. 하나님은 혼돈에 질서를 부여하여 세상을 만드셨고 인간에게 무지의 혼돈으로부터 스스로 일어나 말씀의 피조물이 되고 아름다움이 되라고 말씀하셨다. 이런 신비주의적-윤리적 해석은 위그의 전형적인 것이었다. 위그는 창세기를 사건의 연속으로 설명하기 보다는 도덕 학습의 장으로 보곤 했다.
예수과 함께, 인간이 구원받을 수 있도록 하나님이 주신 선물이 성사이다. 위그는 모든 것을 해석할 때 창조의 결과물(opus creationis)와 주님을 보내심(opus restaurationis)의 두가지로 나누어서 바라보았다. 창조의 결과물은 모든 것의 안에 있는 선한 본성이며 인간의 상태와 운명을 담은 원형질이다. 주님을 보내심은 하나님이 주님을 보내신 것과 그 결과를 말한다. 위그는 하나님이 예수님을 보내야 할 필연은 없었다고 보았다. 왜 하나님은 예수를 보냈는가 하는 신비는 우리가 심사숙고해야 하는 문제이며 철학이 동반된 계시를 통해 깨달아야 할 과제이다.

## 유산
생빅토르 수도원에서는 많은 학자들이 위그를 추종하여 생빅토르 학파로 알려지게 되었다. 생빅토르의 아카드와 생빅토르의 앤드류는 위그의 직접적인 지도를 받았고 생빅토르의 리차드나 고드프리를 비롯한 후학들도 학파의 영향을 받았다. 하지만 과학과 철학을 신에 다가가는 도구로 받아들였던 위그의 포용력은 생빅토르의 전통으로 남지 못했다.
그의 저술들은 유럽 전역의 도서관에 소장되어 있으며 사후에 수없이 인용되고 재출간되었다. 보나벤투라는 그를 '예술과 신학의 재생자'로 칭송했다.
위그는 또한 에드워드 사이드에게 영향을 주어 이후 사이드의 저작에서 여러번 인용되었다.

## 추가 자료
- 이반 일리치